# 黃觀 (天順進士)
黃觀，福建同安縣人，明朝政治人物、進士出身。

## 生平
景泰元年，福建庚午乡试中舉。天顺元年，登丁丑科會試中進士。